# St. Marys (Virginia Occidentale)
St. Marys è un comune degli Stati Uniti d'America, nella contea di Pleasants nello Stato della Virginia Occidentale.